# Devery Freeman
Devery Freeman (* 18. Februar 1913 in New York; † 7. Oktober 2005 in Los Angeles) war ein US-amerikanischer Schriftsteller, Drehbuchautor und Mitgründer der "Writers Guild of America".
Freeman lieferte die literarischen Vorlage zu den Filmen Flitterwochen mit Hindernissen (1949), Rindvieh Nr. 1 (1956) und Die Kadetten von Bunker Hill (1981)

## Filmografie (Auswahl)
- 1944: Broadway Melodie 1950 (Ziegfeld Follies)
- 1946: Sambafieber (The Thrill of Brasil)
- 1948: Dieser verrückte Mr. Johns! (The Fuller Brush Man)
- 1950: Borderline
- 1950: Brustbild, bitte! (Watch the Birdie)
- 1950: Der Unglücksrabe (The Yellow Cab Man)
- 1956: Tolle Jungs im Einsatz (Classic Comedy Teams - Dance With Me Henry)
- 1957: Kess und kokett (The Girl Most Likely)
- 1981: Screenwriter